# Baltic Cup 1958
Baltic Cup 1958 – turniej towarzyski Baltic Cup 1958, odbył się w dniach 11 - 13 lipca 1958 roku na Litwie. Był to ósmy turniej piłkarski po aneksji krajów bałtyckich przez ZSRR. W turnieju tradycyjnie wzięły udział trzy zespoły:drużyna gospodarzy, Litwy i Estonii.

## Mecze
| 11 lipca |  | Litwa B | 1 | - | 1 (0:0) | Estonia B |

| 12 lipca |  | Estonia B | 0 | - | 6 | Łotwa B |

| 13 lipca |  | Litwa B | 0 | - | 2 (0:1) | Łotwa B |

## Końcowa tabela
| M | Reprezentacja | L.m. | Zw. | Rem. | Por. | Bramki | R.br. | Pkt |
| 1 | Łotwa B       | 2    | 2   | 0    | 0    | 8:0    | +8    | 4   |
| 2 | Litwa B       | 2    | 0   | 1    | 1    | 1:3    | -2    | 1   |
| 3 | Estonia B     | 2    | 0   | 1    | 1    | 1:7    | -6    | 1   |

Triumfatorem turnieju Baltic Cup 1958 został zespół Łotwy B.